# Tallinna JK Dünamo
Tallinna JK Dünamo – estoński klub piłkarski z siedzibą w Tallinnie.

## Historia
Klub został założony w 1940 jako Dünamo Tallinn. Nazywał też Dünamo Kopli. Do 1991 występował w niższych ligach Mistrzostw ZSRR. W 1992 debiutował w Meistriliiga. Po zakończeniu sezonu 1993/94 spadł do Esiliiga. Dopiero w 2005 ponownie startował w Meistriliiga, ale zajął ostatnie 10 miejsce i spadł do Esiliiga, a w 2006 do II liiga Ida/Põhi

## Sukcesy
- mistrz Estońskiej SRR (10x): 1945, 1947, 1949, 1950, 1953, 1954, 1978, 1980, 1981, 1983
- 5 miejsce w Meistriliiga: 1992
- zdobywca Pucharu Estońskiej SRR (7x): 1946, 1947, 1949, 1953, 1972*, 1979, 1983

## Znani piłkarze
- Pavel Apalinski
- Grigori Osomkov